# Дакар (регион)
Дакар е една от 11-те области на Сенегал. Разположена е в западната част на страната и има излаз на Атлантическия океан. Областта включва столицата на страната, град Дакар, както и полуостров Кабо Верде, на който е разположена най-западната точка на Африка. Площта на област Дакар е само 547 км², което я прави най-малката от всички области. Въпреки малката си площ, областта се нарежда на първо място по население сред другите области – населението ѝ е 3 137 196 души (по преброяване от 2013 г.). Област Дакар се разделя на 4 департамента.